# تالس آلنیا اسپیس
تالس آلنیا اسپیس (به فرانسوی: Thales Alenia Space) یک شرکت هوافضای فرانسوی-ایتالیایی است. این شرکت پس از این که گروه تالس مشارکت آلکاتل در سرمایه گذاری مشترک میان آلکاتل و فین‌مکانیکا، آلکاتل آلنیا اسپیس و تلسپادزیو را خریداری کرد تشکیل شد.

## تاریخچه
الکاتل آلنیا اسپیس در تاریخ یکم ژوئن ۲۰۰۵ به وسیلهٔ ادغام الکاتل اسپیس و آلینا اسپادزیو پایه‌گذاری شد. ۶۷٪ سهام این شرکت متعلق به آلکاتل-لوسنت و ۳۳٪ سهام آن متعلق به فین‌مکانیکا است. این شرکت بزرگترین تولید‌کنندهٔ ماهواره در اروپا است.
در تاریخ ۵ آوریل ۲۰۰۶ آلکاتل موافقت کرد تا سهام آلکاتل آلنیا اسپیس (و ۳۳٪ از سهام تلسپادزیو) را به گروه تالس بفروشد. اتحادیه اروپا در تاریخ دهم آوریل ۲۰۰۷ با این عملیات مالی موافقت کرد.
این شرکت پودمان‌های پشتیبانی چندمنظوره‌ای را برای ترابری بار به درون شاتل‌های فضایی ساخته است. این شرکت همچنین چندین پودمان برای ایستگاه فضایی بین‌المللی ساخته است. این پودمان‌ها عبارتند از کوپولا، کلمبوس، هارمونی، ترانکوییلیتی و لئوناردو.

## نگارخانه

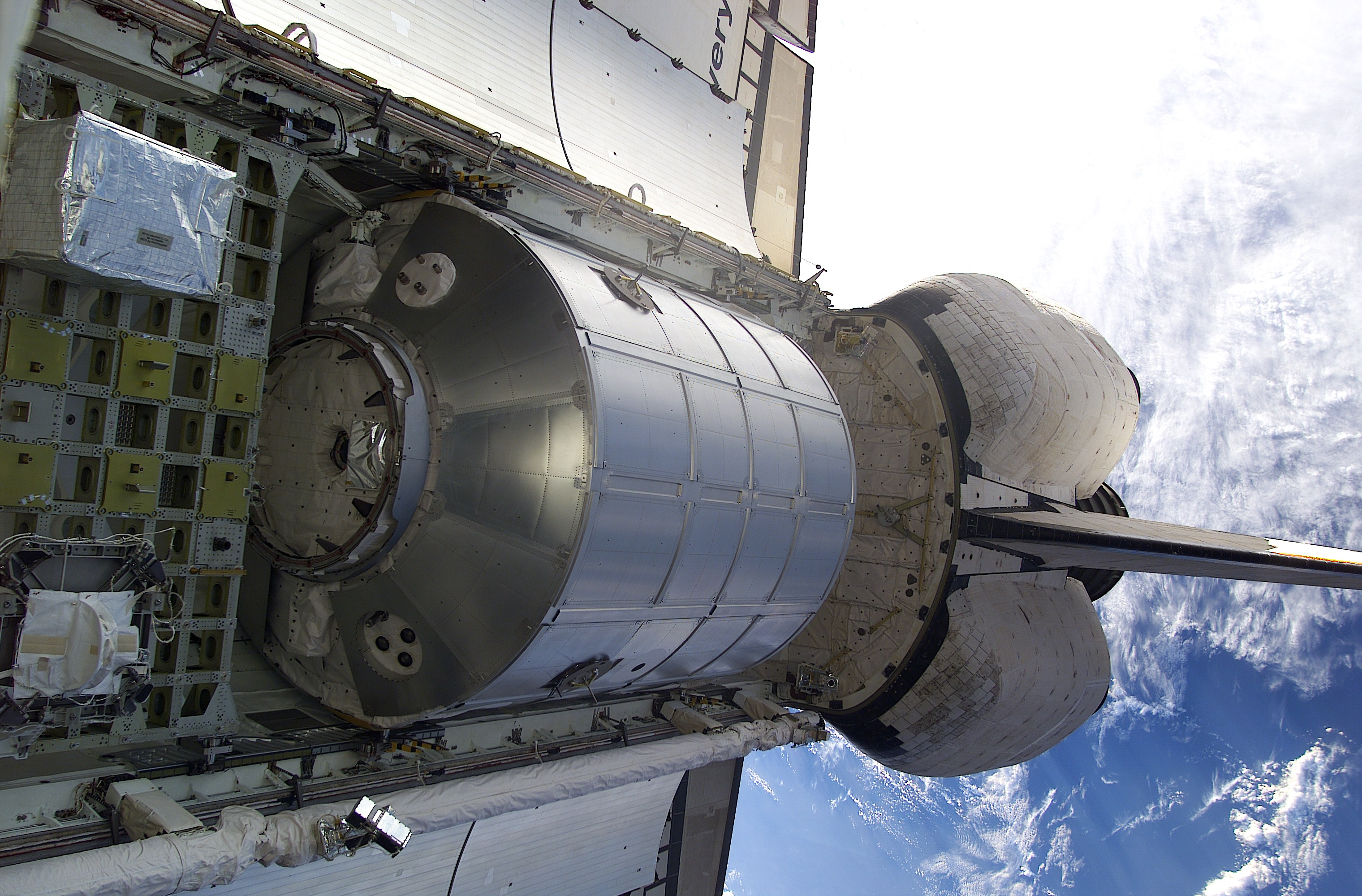
پودمان پشتیبانی چندمنظوره روی فضاپیمای دیسکاوری
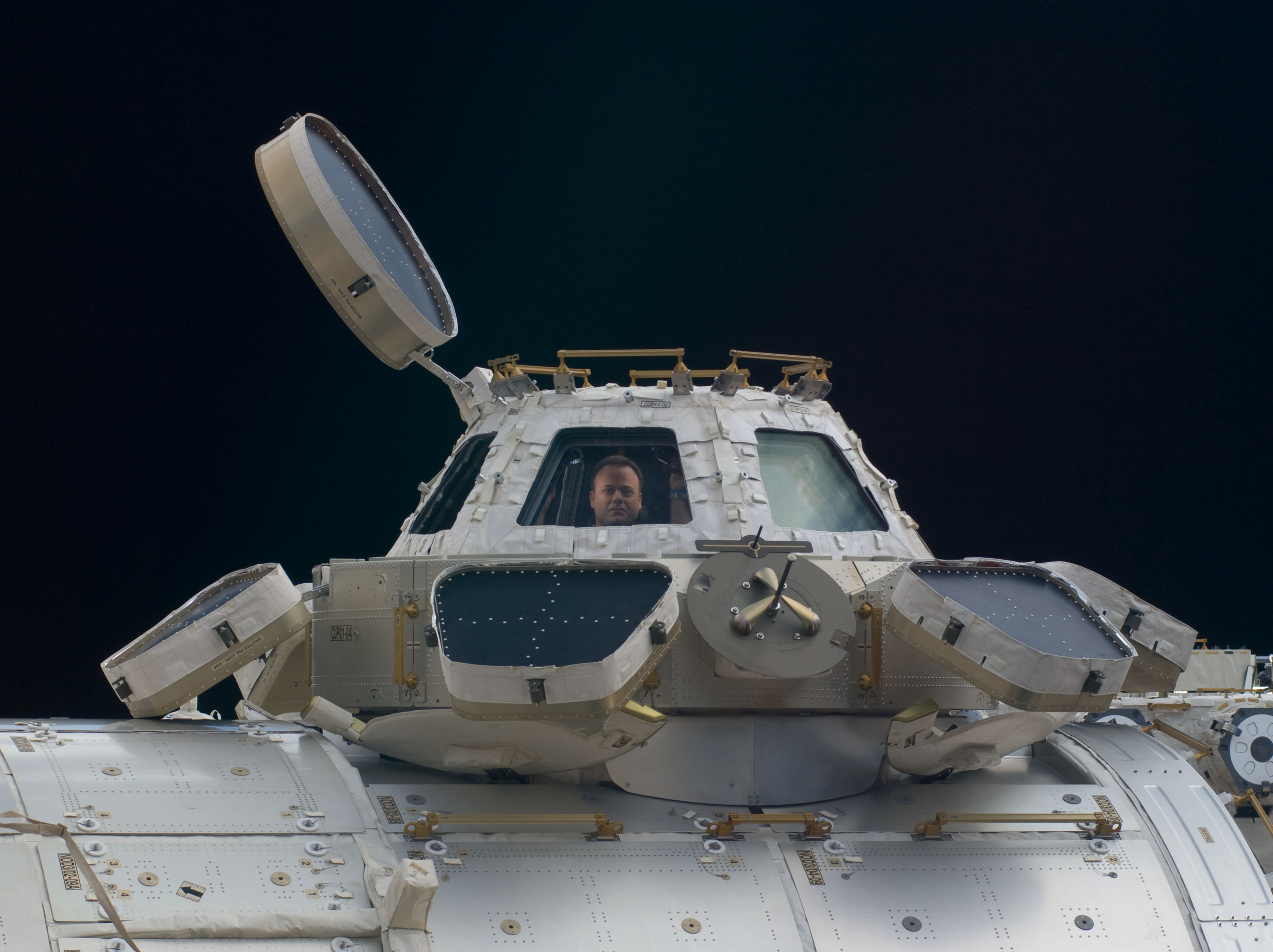
پودمان کوپولا
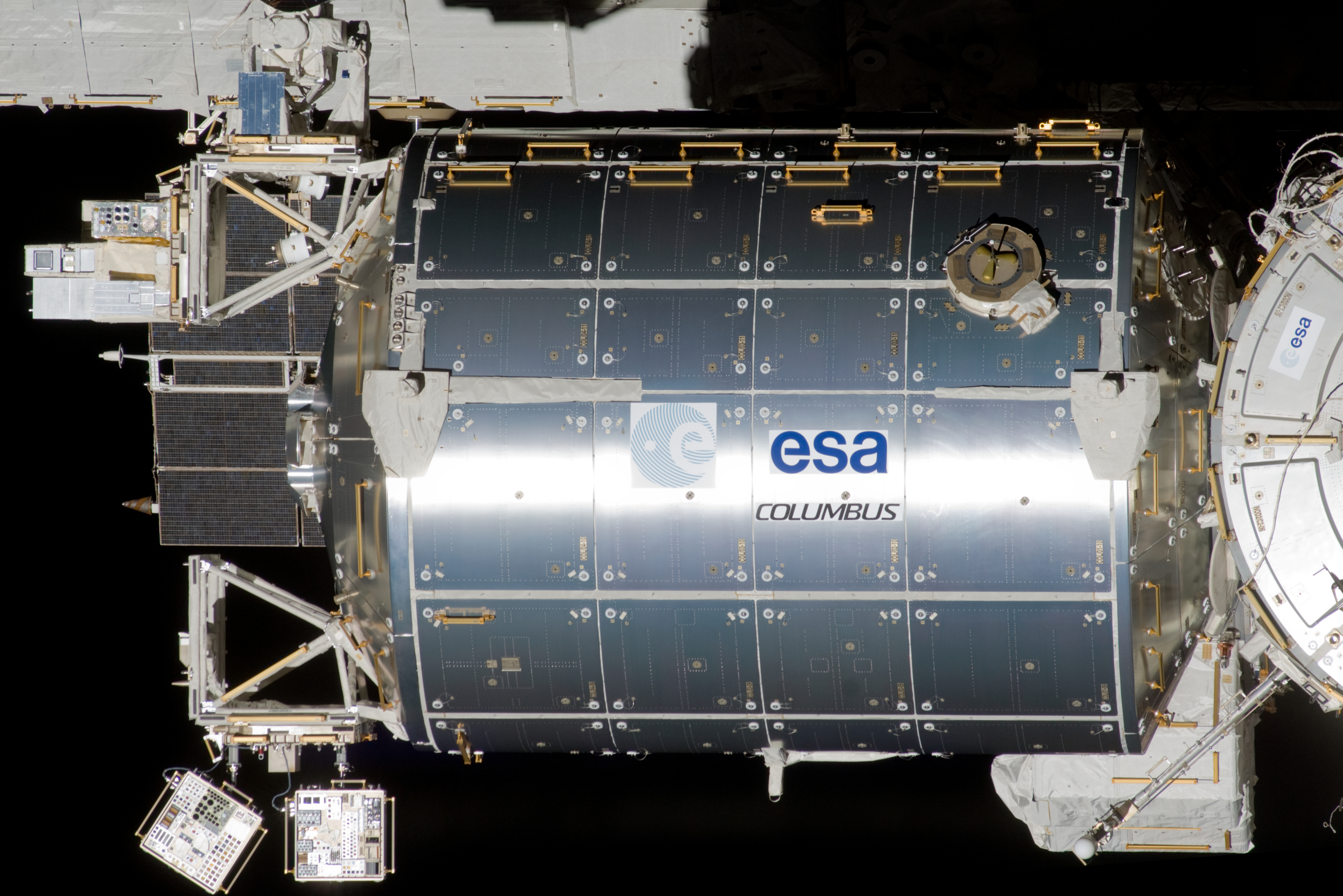
پودمان کلومبوس
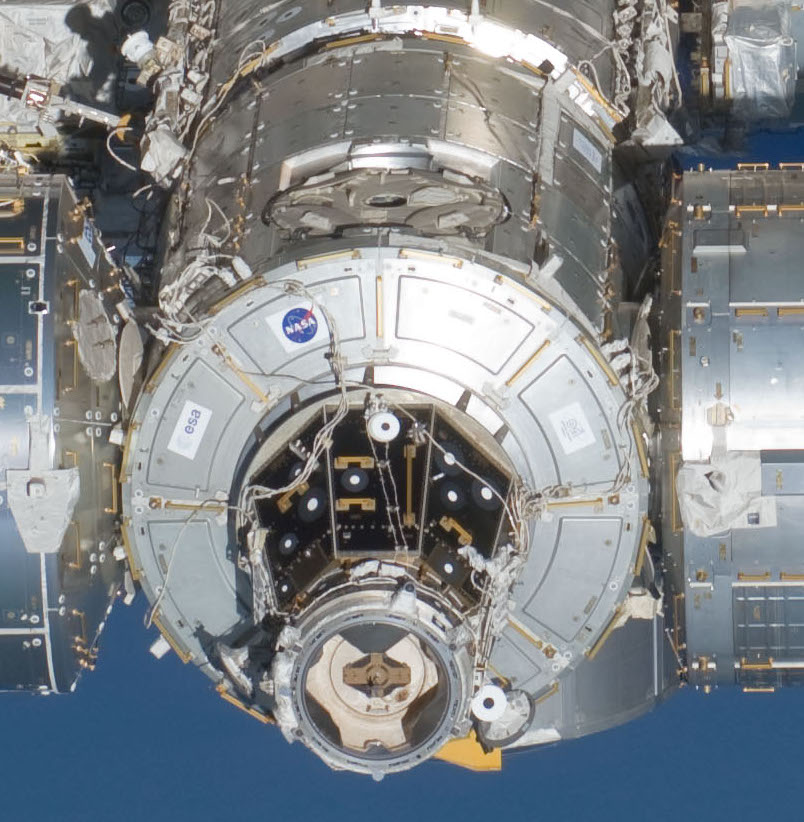
پودمان هارمونی
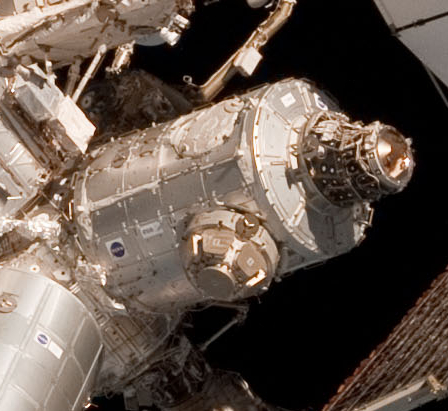
پودمان ترانکوییلیتی
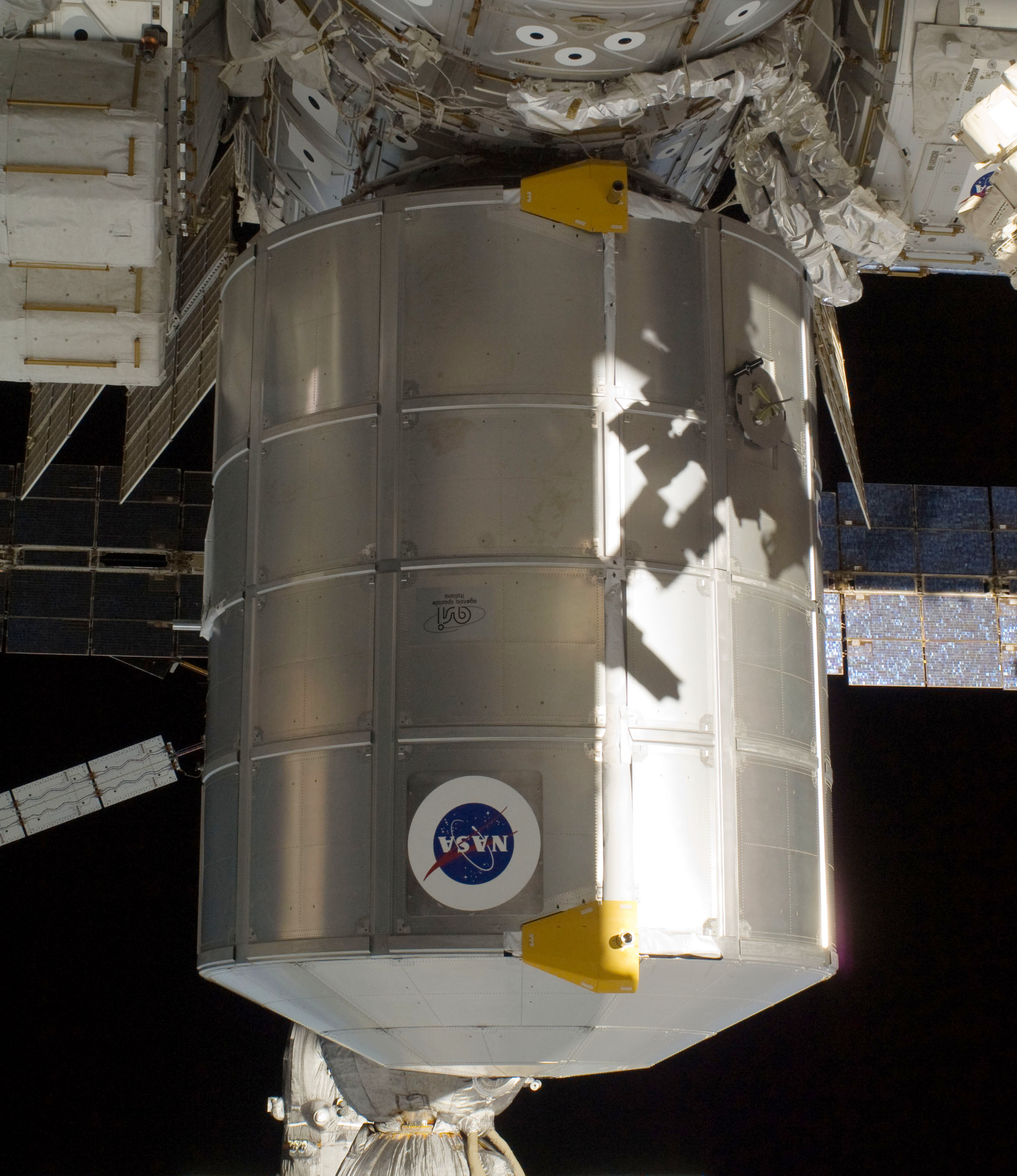
پودمان لئوناردو
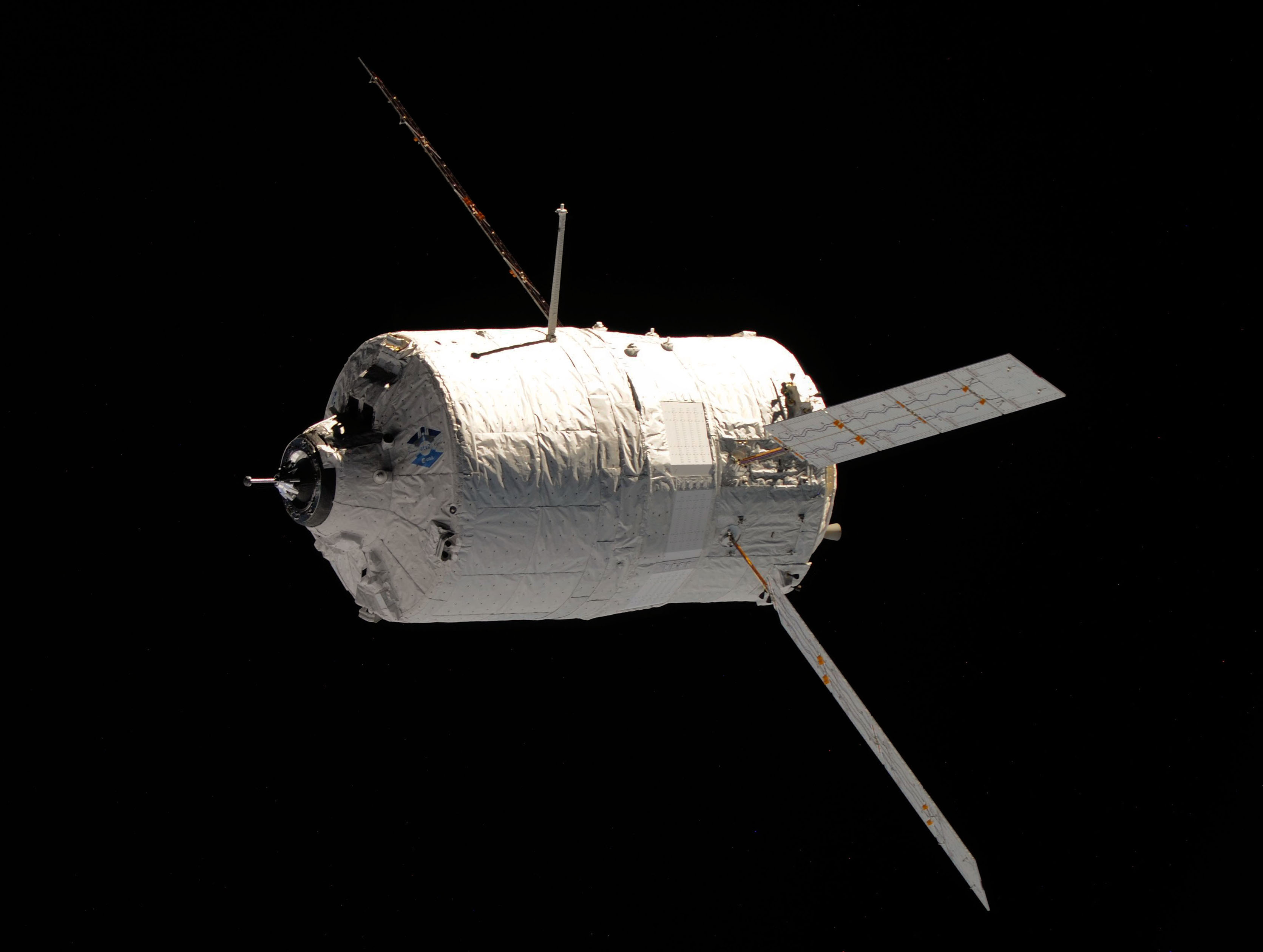
فضاپیمای ترابری خودکار